# Naissance en 1423
Naissance
- 1419
- 1420
- 1421
- 1422
- 1423
- 1424
- 1425
- 1426
- 1427

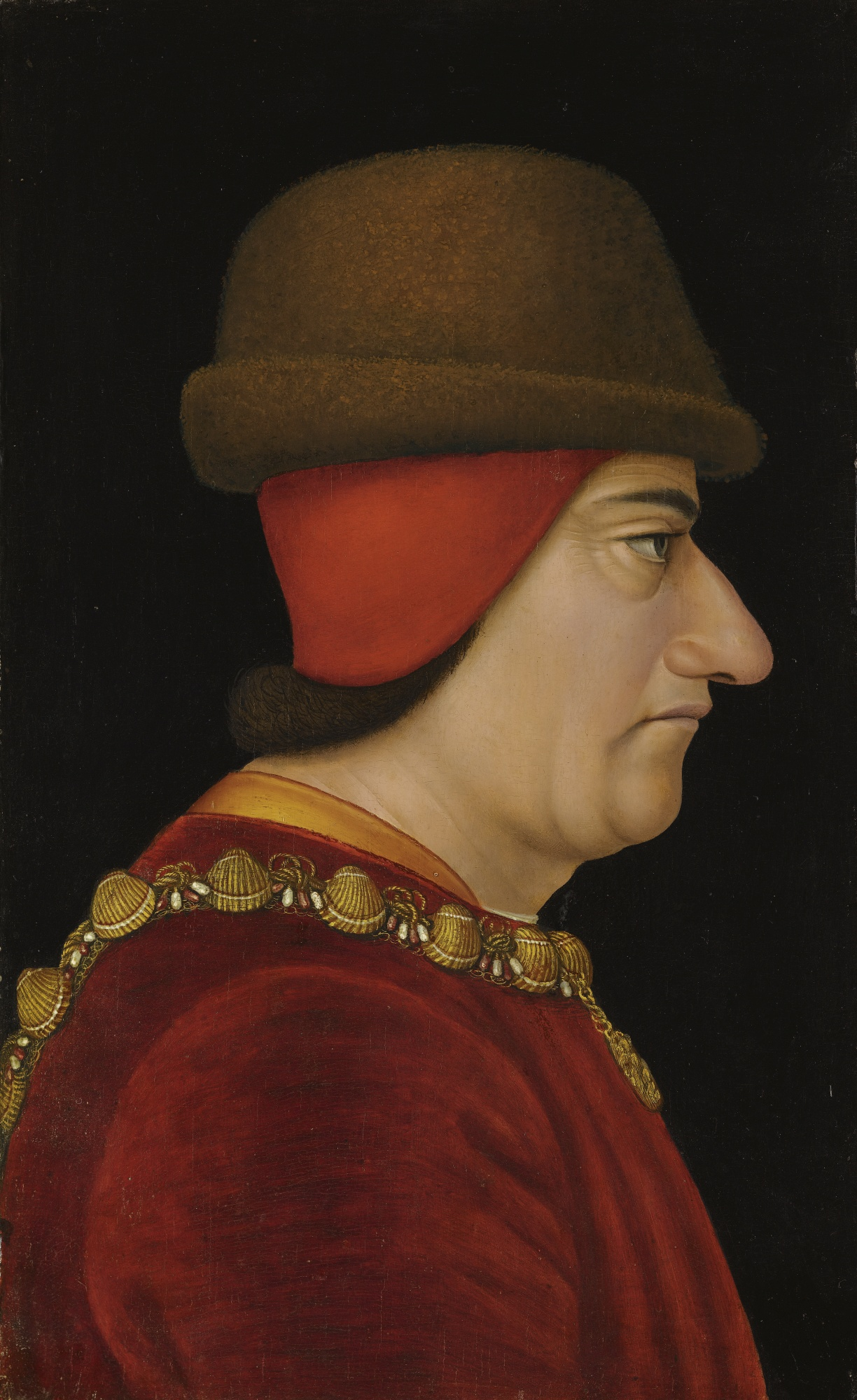
Louis XI, né en 1423.

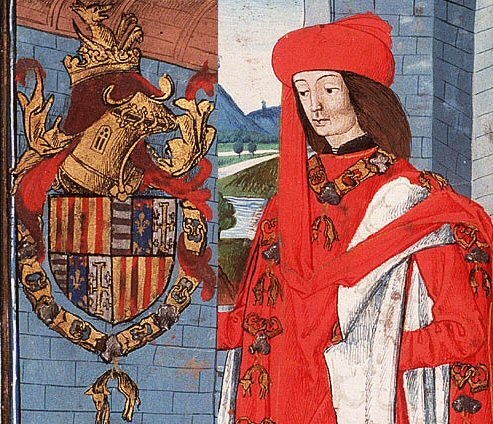
Ferdinand Ier de Naples, né en 1423.

Cette page dresse une liste de personnalités nées au cours de l'année 1423  :
- 30 mai : Georg von Peuerbach, professeur d'astronomie et de mathématiques à l'université de Vienne, ayant conçu des instruments scientifiques.
- 2 juin : Ferdinand Ier de Naples, roi de Sicile péninsulaire (roi de Naples).
- 3 juillet : Louis XI, roi de France.
- 6 juillet : Antonio Manetti, mathématicien, architecte italien et biographe de l'architecte Filippo Brunelleschi.
- août : Démétrios Chalcondyle, grec qui a contribué le plus à répandre en Europe la connaissance et le goût des lettres grecques.
- 24 août : Thomas Rotherham, évêque de Rochester, évêque de Lincoln et enfin archevêque d'York.
- 14 octobre : Jean de Haynin, chevalier bourguignon, seigneur de Hainin, de Louvignies, d'Amfroipret, du Broeucq et d'Oby.
- 22 décembre : Lê Thái Tông, empereur du Annam, 2e empereur de la dynastie Lê.

- Pierre d'Aubusson, surnommé le bouclier de la chrétienté, 40e grand maître de l'ordre de Saint-Jean de Jérusalem, cardinal et légat du pape en Asie.
- Jean Daillon, seigneur du Lude, chambellan du roi de France Louis XI, gouverneur du Dauphiné, de l'Artois, d'Alençon et du Perche et également bailli de Cotentin.
- Hélie de Bourdeilles, franciscain, archevêque de Tours et cardinal français.
- Ausias Despuig, cardinal espagnol.
- Uzun Hasan, dirigeant des Aq Qoyunlu turkmènes.
- Murata Jukō, fondateur de la cérémonie japonaise du thé.
- Ichijō Norifusa, noble de cour japonais (kugyō) de l'époque de Muromachi.
- Yao Shou, peintre chinois.

## Crédit d'auteurs
- Cet article est partiellement ou en totalité issu de l'article intitulé « 1423 » (voir la liste des auteurs).